# Ca Montserrat Llopis
Ca Montserrat Llopis és una obra neoclàssica de Valls (Alt Camp) protegida com a Bé Cultural d'Interès Local.

## Descripció
Edifici entre mitgeres de baixos comercial i tres plantes.
La porta d'entrada és molt ampla, disposa d'un doble full i està totalment emmarcada amb peces pètries que tenen motllura; al centre hi ha una imposta. Als laterals hi ha dues obertures per cada costat, que corresponen als locals comercials.
En la primera planta hi ha una balconada central amb tres portes i dos balcons als laterals. El del centre es recolze en quatre mènsules i els laterals amb dues.
A la segona i tercera plantes hi ha cinc balcons individuals, que també tenen dues mènsules cada un. Les baranes balconeres, totes. són de ferro colat.
La façana queda rematada per una ampla cornisa i un mur cec que està a l'altura de la coberta transitable.